# Dumont, Iowa
Dumont là một thành phố thuộc quận Butler, tiểu bang Iowa, Hoa Kỳ. Năm 2010, dân số của thành phố này là 637 người.

## Dân số
Dân số qua các năm:
- Năm 2000: 676 người.
- Năm 2010: 637 người.